# Aminder Dhaliwal
Aminder Dhaliwal (* 5. Dezember 1988 in Wembley, London) ist eine kanadische Animatorin, Comic-Künstlerin, Drehbuchautorin und Regisseurin. Sie studierte Animation und arbeitet seit 2011 in unterschiedlichen Rollen an Zeichentrickserien wie Robot and Monster und Close Enough. Bekannt wurde sie vor allem durch ihre Graphic Novel Woman World, die angeregt durch #MeToo als Projekt erfolgreich auf Instagram startete und 2018 als Sammelband bei Drawn and Quarterly erschien.

## Leben und Werk
Aminder Dhaliwal wurde am 5. Dezember 1988 in Wembley geboren, ihre Eltern sind Sikh und stammen aus dem indischen Bundesstaat Punjab. In Wembley wuchs sie bis zum Alter von 11 Jahren auf, bevor ihre Familie nach Brampton in Kanada umsiedelte. Nach ihrem Abschluss an der High-School studierte sie Animation am Sheridan College. Gegen Ende ihres Studiums absolvierte sie 2011 ein Praktikum bei Nickelodeon. Im gleichen Jahr begann sie damit, ihre persönlichen Tagebücher als Comics zu gestalten. Dhaliwal schloss ihr Studium 2012 mit einem Bachelor of Animation ab und zog anschließend nach Los Angeles. Seitdem arbeitet sie als Regisseurin, entwirft Storyboards und verfasst Texte unter anderem für Cartoon Network, Disney Television Animation und Nickelodeon. Sie war zum Beispiel an den Zeichentrickserien Cosmo & Wanda – Wenn Elfen helfen, Sanjay & Craig und Willkommen im Haus der Eulen beteiligt.
Ihre Graphic Novel Woman World wurde durch die #MeToo-Bewegung inspiriert. Dhaliwal nahm am 21. Januar 2017 am Women’s March on Washington teil, rund zwei Monate danach startete sie Woman World auf Instagram. Prägend waren außerdem die Erfahrungen durch die Arbeit an einer Pilotfolge, die nicht zu einer Serie umgesetzt wurde. Nicht nur wurde ihre Idee abgelehnt, nach drei Jahren Arbeit war sie mit dem Resultat nicht zufrieden, da sich der Pilot durch äußeren Einfluss weit von ihrer ursprünglichen Vorstellung entfernt hatte. Dadurch kamen ihr Zweifel an ihrer künstlerischen Ausdrucksweise und Stimme, insbesondere bezogen auf den Humor. Letztendlich fand Dhaliwal nach eigenem Bekunden mit Woman World zu einer kraftvolleren Stimme und mehr Mut, sich für Themen öffentlich einzusetzen, die ihr wichtig seien. Dabei wollte sie sich dem Thema Feminismus auf lustige und leichtfüßige Art nähern. Sie veröffentlichte über ein Jahr lang fast täglich einen neuen Comicstrip online und gewann damit nach und nach gut 150.000 Follower. Im September 2018 brachte Drawn and Quarterly die einzelnen Episoden, die von Dhaliwal für die Buchveröffentlichung zum großen Teil überarbeitet wurden, als Sammelband heraus. Das Werk wurde ins Französische, Portugiesische und Türkische übersetzt. Die utopische Science-Fiction-Geschichte zeichnet eine matriarchale Gesellschaft, in der Männer wegen eines Gendefekts ausgestorben sind – nur die alten Frauen können sich noch an Männer erinnern. Der erste Cartoon zeigt eine Frau mit langen Haaren, die nackt vor einer Menge ausruft „Die Männer sind ausgestorben!“ (auf Englisch „The men are extinct!“). Die futuristische Gesellschaft salutiert vor einer Flagge, die die Hüften von Beyoncé zeigt. Eine junge Frau findet eine antike DVD mit dem Film Der Kaufhaus Cop und ist erfreut über den raren Blick in die Vergangenheit der Menschheit.
Mit Cyclopedia Exotica erschien 2021 eine weitere Graphic Novel bei Drawn and Quartely. Dhaliwal erzählt darin von einer Gemeinschaft von Zyklopen, die in der fiktiven Welt als migrantische Gruppe mit deutlich sichtbaren Unterschieden eine Minderheit darstellt. Zu sehen sind mehr oder weniger zusammenhängende Episoden, die Zyklopen in unterschiedlichen Alltagssituationen zeigen: Im Wartezimmer beim Arzt, im Hundepark oder beim Nutzen mobiler Dating-Dienste. Dabei müssen die Figuren täglich Mikroaggressionen und unverhohlene Xenophobie ertragen. Die ersten und letzten Seiten des Comics sind in der Form einer fiktionalen Enzyklopädie gestaltet und fassen die Geschichte der Zyklopen zusammen, die einzelnen Comicstrips beschränken sich auf zwei Seiten pro Episode.

## Veröffentlichungen (Auswahl)

### Animation
| Jahr      | Titel                             | Anmerkung                                              |
| --------- | --------------------------------- | ------------------------------------------------------ |
| 2012–2013 | Robot and Monster                 | Storyboard Revisionist                                 |
| 2013–2014 | Cosmo & Wanda – Wenn Elfen helfen | Storyboard Revisionist, 13 Episoden                    |
| 2014–2016 | Sanjay & Craig                    | Autorin, 18 Episoden; Storyboard Director, 12 Episoden |
| 2020      | Willkommen im Haus der Eulen      | Regie, 6 Episoden; Storyboard Artist, 5 Episoden       |
| 2020      | Close Enough                      | Storyboard Director, 6 Segmente                        |
| 2021      | Centaurworld                      | Autorin, 2 Episoden; Story, 10 Episoden                |

### Comics
- The Scientific World of Henry Peter. Selbstverlag, 2017.
- Woman World. Drawn and Quarterly, Montreal 2018, ISBN 978-1-77046-335-6.
- Dead End Jobs for Ghosts. Shortbox, Yorkshire 2020.
- Cyclopedia Exotica. Drawn and Quarterly, Montreal 2021, ISBN 978-1-77046-437-7.

## Kritiken
Obwohl Woman World laut Hillary Brown im Paste Magazine in einem post-apokalyptischen Szenario spielt, werfe Dhaliwal einen ungewöhnlich sonnigen Blick auf den Stand der Dinge. Trotz der etwas seltsamen Prämisse zünde der Humor und das Werk habe eine sonderbar beruhigende Wirkung. Die Rezensistin empfindet den Comic als ein positives Gegenstück zu SuperMutant Magic Academy von Jillian Tamaki („it takes place post-apocalypse but has an oddly sunny view on its state of things […] it’s also strangely soothing […] like the other side of the coin to SuperMutant Magic Academy“). Suzanne Andrew beschreibt Woman World bei Quill & Quire als erfrischend lustige und einfallsreiche feministische Satire der #MeToo-Ära („a refreshingly funny and imaginative feminist satire for the #MeToo era“). Für Philippe Leblanc von The Comics Beat stellt Woman World einen der besten Comics des Jahres 2018 dar. Auch wenn die Ausgangslage der Geschichte trostlos erscheinen mag und der Humor mancher Episoden trocken ausfalle, sei der Comic alles andere als eine düstere Angelegenheit. Dhaliwal schaffe eine gelungene Balance zwischen der trostlosen Prämisse und leichtfüßigem Witz, um damit herrlich komische Situationen zu erschaffen. Ihre Illustrationen fielen zwar sparsam und zurückhaltend aus, seien dem Inhalt aber absolut angemessen („the premise sounds depressing and bleak, the book is far from being a dark somber affair […] she balances her dark premise with the precise amount of levity and wit to create wonderfully comedic situations […] Dhaliwal’s art is sparse […] muted and perfectly appropriate for the material“).
Bei Publishers Weekly lobt Carmen Maria Machado Cyclopedia Exotica und vergleicht das Werk ebenfalls mit Jillian Tamakis SuperMutant Magic Academy sowie den Arbeiten von Kate Beaton. Die liebevoll gestalteten Figuren mit ihren realen Problemen strahlten regelrecht. Die Zeichnungen seien charmant, ausdrucksstark und überraschten wiederholt mit amüsanten Details. Cyclopedia Exotica funktioniere als Metaphor auf vielen Ebenen – etwa für Diskriminierung, Sexualität, Gender oder gesellschaftliche Repräsentation – zeige aber an manchen Stellen frustrierenderweise belehrende Tendenzen („the characters in Dhaliwal’s stories sparkle […] her art is charming and expressive […] the struggle of the cyclops unfolds in metaphors for race, sexuality, gender, and disability“). Wenig begeistert zeigt sich dagegen Brian Nicholson bei The Comics Journal und fasst Cyclopedia Exotica als „unerträglich schlecht“ zusammen. Bei den zweiseitigen Strips entwickele sich kein guter Rhythmus, dadurch fehle es an komödiantischer Dynamik und Schlagkraft. Die Zeichnungen würden zwar für ein effizientes Storyboard einer Animationsserie ausreichen, für einen Comic fehle es allerdings an Lebendigkeit und Ausdrucksstärke. Das Werk schrecke Leser eher vom Medium Comic ab („[m]ind-numbingly bad […] the two-page strip format […] simply isn’t that good of a comedic rhythm […] the lines do not themselves seem lively or full of motion“).

## Ausstellungen
Im Mai 2021 startete die vom Comic-Salon Erlangen ausgerichtete Wanderausstellung „Vorbilder*innen – Feminismus in Comic und Illustration“. Die Ausstellung präsentierte 29 Comic-Künstlerinnen in acht Themenbereichen, darunter befand sich Aminder Dhaliwal mit ihrem Werk Woman World im Bereich „Gender Reverse“. Bis Juni 2022 war die Ausstellung an vier Orten zu sehen, zuletzt beim 20. Comic-Salon in Erlangen.